# 基利 (莫尔比昂省)
基利（法語：Quily，法語發音：[kili]）是法国莫尔比昂省的一个旧市镇，属于蓬蒂维区。2016年，基利与临近的2个市镇合并为新市镇瓦勒杜斯特。

## 地理
基利（47°53'27"N, 2°28'5"W）面积5.39 平方千米，位于法国布列塔尼大區莫尔比昂省，该省份为法国西北部沿海省份，位于布列塔尼半岛南部，北起阿摩尔滨海省、西接菲尼斯泰尔省，南濒大西洋，东南接大西洋卢瓦尔省，东临伊勒-维莱讷省。
与基利接壤的市镇（或旧市镇、城区）包括：吉亚克、勒罗克圣安德烈、利济奥、圣塞尔旺、瓦勒杜斯特。

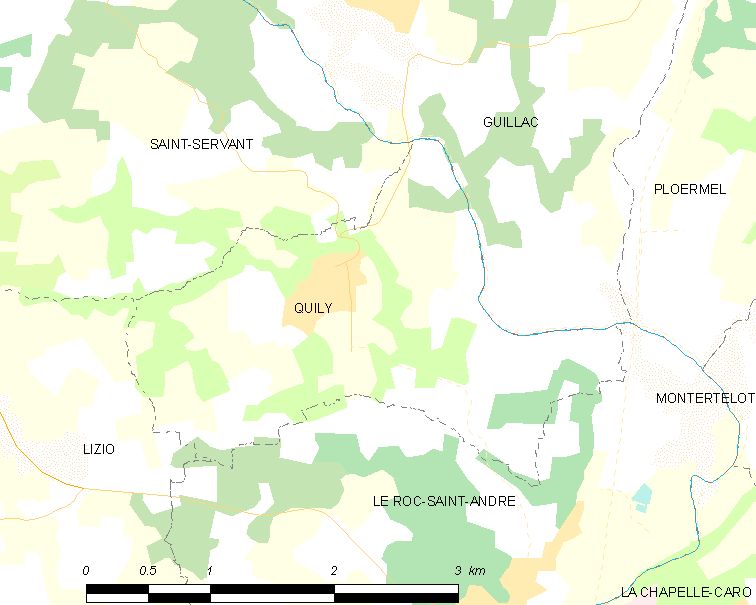
的OSM定位图

基利的时区为UTC+01:00、UTC+02:00（夏令时）。

## 行政
基利的邮政编码为56800，INSEE市镇编码为56187。

## 政治
基利所属的省级选区为莫雷阿克县。

## 人口

1962-2008年间人口变化图示

基利于2018年1月1日时的人口数量为355人。